# Trnovec (Eslovaquia)
Trnovec es un municipio del distrito de Skalica en la región de Trnava, Eslovaquia, con una población estimada a final del año 2024 de 290 habitantes.
Se encuentra ubicado al norte de la región, en los pequeños Cárpatos y cerca del río Morava (cuenca hidrográfica del Danubio) y de la frontera con la República Checa.

## Demografía
| Año        | 1994 | 2004    | 2014    | 2024    |
| ---------- | ---- | ------- | ------- | ------- |
| Población  | 331  | 316     | 315     | 290     |
| Diferencia |      | −4,53 % | −0,31 % | −7,93 % |

| Año        | 2023 | 2024 |
| ---------- | ---- | ---- |
| Población  | 290  | 290  |
| Diferencia |      | +0 % |